# Silvanópolis
Silvanópolis est une municipalité brésilienne située dans l'État du Tocantins.